# Carl Cantzler
Carl Fredrik August Cantzler, född 29 november 1829 i Stockholm, död där 14 augusti 1864, var en svensk grosshandlare och brukspatron. Han var son till Carl Henrik Cantzler och Sofia Magdalena, född Cantzler.
Redan i unga år inträdde Carl tillsammans med sin bror Henrik Vilhelm i faderns grosshandlarfirma. Vid faderns död 1861 övertogs desses tobaksfabrik av K. G. Palm, men grosshandlarfirman överläts både Carl Henrik Cantzlers båda äldsta söner. Svabensverk förvaltades av faderns dödsbo, men såldes 1872 till kommerserådet Adolph von Hansemann. Samtidigt övertog Carl Henrik ensam grosshandlarfirman.
Utöver affärsverksamheten var Cantzler en skicklig amatörmålare, ett flertal av hans målningar av bruksmiljöer finns i flera arkiv. Cantzler var även uppskattat umgänge inom Stockholms sällskapsliv.
Carl Cantzler finns bland annat representerad vid Norrköpings konstmuseum.